# 233 Batalion WOP
233 Batalion Wojsk Ochrony Pogranicza – zlikwidowany samodzielny pododdział Wojsk Ochrony Pogranicza.

## Formowanie i zmiany organizacyjne
Na podstawie rozkazu MBP nr 043/org z 3 czerwca 1950, na bazie 13 Brygady Ochrony Pogranicza, sformowano 23 Brygadę Wojsk Pogranicza, a z dniem 1 stycznia 1951 25 batalion Ochrony Pogranicza przemianowano na 233 batalion WOP.

## Struktura organizacyjna
W 1954 batalionowi podlegały:
- 142 strażnica WOP Dubienka
- 143 strażnica WOP Wieniawka
- 144 strażnica WOP Strzyżów
- 145 strażnica WOP Czumów
- 146 strażnica WOP Kryłów

## Dowódcy batalionu
- mjr Franciszek Kaczmarek (do 1954)
- mjr Władysław Marczyk (01.12.1954–14.12.1954)[3].